# Кленовец Хумски
Кленовец Хумски је насељено место у саставу општине Хум на Сутли у Крапинско-загорској жупанији, Република Хрватска.

## Историја
До територијалне реорганизације у Хрватској налазио се у саставу старе општине Преграда.

## Становништво
На попису становништва 2011. године, Кленовец Хумски је имао 389 становника.

## Попис1991.
На попису становништва 1991. године, насељено место Кленовец Хумски је имало 457 становника, следећег националног састава:
| Попис 1991.‍ | Попис 1991.‍ | Попис 1991.‍ | Попис 1991.‍ | Попис 1991.‍ |
| ----------- | ----------- | ----------- | ----------- | ----------- |
|             |             |             |             |             |
| Хрвати      | Хрвати      |             | 438         | 95,84%      |
| Словенци    | Словенци    |             | 18          | 3,93%       |
| Немци       | Немци       |             | 1           | 0,21%       |
| укупно: 457 |             |             |             |             |